# Onlinejournalismus.de
onlinejournalismus.de ist eine seit April 2000 existierende, nichtkommerzielle Website, die die Entwicklung des Journalismus im Internet dokumentiert und analysiert. Zu den Themen gehören so der Einsatz von Multimedia-Formaten, die Fragen nach Erlösmodellen, Barrierefreiheit, das Verhältnis von professionellen Online-Medien zu Peer-2-Peer-Formaten wie Weblogs, Citizen Journalism und andere Fragen des Online-Journalismus.
Neben redaktionellen Beiträgen und Dossiers geschieht dies durch Interviews und Beiträge von Gastautoren. Seit Februar 2006 erscheint das Magazin als Blog.
2003 erhielt onlinejournalismus.de für seine Arbeit den Grimme Online Award in der Kategorie Medienjournalismus und 2004 eine lobende Erwähnung beim Alternativen Medienpreis.